# Romfelt Manufacturing
Romfelt Manufacturing este o companie producătoare de pâslă tehnică și țesături industriale, unica de acest fel din România.
A fost înființată în anul 2005, cu capital integral privat, când a preluat integral fondul de comerț al firmei de stat „Uzinele Române de Pâslă”.
Cifra de afaceri în 2006: 850.000 euro 

## Istoric
Istoria companiei pornește în 1922, când au fost fondate Atelierele Române de Pâslă de către 3 industriași locali.
În 1933 denumirea se schimbă în Pâsla Română.
Urmează naționalizarea forțată în 1948 iar denumirea se schimbă conform modei vremii în Uzinele Române de Pâslă.
În iunie 2007 conducerea companiei, a decis să-i schimbe obiectul de activitate și să o transforme în dezvoltator imobiliar.
Pe fostul teren al fabricii a fost dezvoltat proiectul imobiliar Romfelt Plaza, redenumit ulterior în Doamna Ghica Plaza.